# Folkia subcupressa
Folkia subcupressa là một loài nhện trong họ Dysderidae.
Loài này thuộc chi Folkia. Folkia subcupressa được Christa Deeleman-Reinhold miêu tả năm 1993.